# Siccia punctipennis
Siccia punctipennis är en fjärilsart som beskrevs av Hans Daniel Johan Wallengren 1860. Siccia punctipennis ingår i släktet Siccia och familjen björnspinnare. Inga underarter finns listade i Catalogue of Life.